# Vickers VC10
Il Vickers VC10 era un quadrimotore di linea ad ala bassa a freccia progettato e prodotto dall'azienda britannica Vickers-Armstrongs (poi confluita nella British Aircraft Corporation) all'inizio degli anni sessanta.
Il VC10 è stato impiegato sia come aereo da trasporto civile che come velivolo militare; mentre la sua carriera commerciale si è conclusa nel 1981, il VC10 è rimasto in servizio nella Royal Air Force fino al 20 settembre 2013, prevalentemente con compiti di aerocisterna per il rifornimento in volo.

## Storia

### Sviluppo
Nel 1958 la compagnia aerea di bandiera britannica, la British Overseas Airways Corporation (BOAC), firmò con la Vickers-Armstrongs il contratto per la fornitura di un nuovo velivolo da trasporto passeggeri da utilizzare sulle rotte a lungo raggio.
Il progetto era caratterizzato dal posizionamento dei propulsori in quattro gondole motore affiancate a due a due sui lati della parte posteriore della fusoliera, una soluzione (precorsa dal francese Caravelle) che consentiva di ottenere un'ala dalla linea pulita ed efficiente, riducendo contemporaneamente l'inquinamento acustico avvertito dai passeggeri durante il volo.

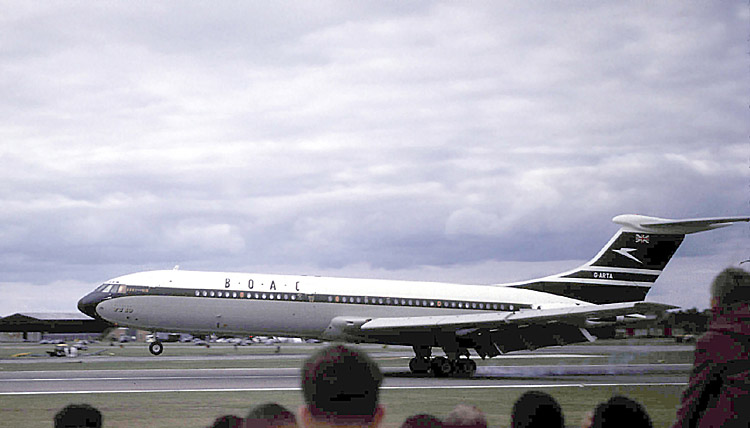
Il prototipo del VC10 in fase di decollo.

In particolare l'efficienza dell'ala, dotata di avanzati sistemi di ipersostentazione consentiva al VC10 di operare, senza particolari riduzioni delle possibilità di carico, dalle piste degli aeroporti esistenti all'epoca, soprattutto se situati in regioni dal clima caldo o a quote elevate.
Il progetto del nuovo modello, identificato con la sigla di fabbrica Vickers Type 1100, venne presentato al pubblico come VC10 al salone di Farnborough del 1959; già il 23 giugno del 1960 la BOAC siglò l'ordine per una nuova versione del velivolo, definita Super VC10 destinata (nelle intenzioni) ad operare su rotte a maggiore densità di passeggeri (in particolare quelle del Nord Atlantico); il Super VC10 sarebbe divenuto, all'epoca, il più grande aereo mai prodotto nel Regno Unito.
Ad ulteriore testimonianza della stima nutrita dalle autorità britanniche nei confronti del nuovo Vickers, nel settembre del 1961 l'Air Ministry firmò un ordine per cinque VC10 cui avrebbe fatto seguito, nell'agosto del 1962, un secondo ordinativo per altri sei esemplari.
Nel frattempo, il 29 giugno 1962, il VC10 venne portato in volo per la prima volta e, dopo aver superato le prove necessarie ed aver ottenuto l'omologazione al volo commerciale il 23 aprile 1964, venne consegnato alla BOAC per l'introduzione in servizio attivo.

### Descrizione tecnica

#### Struttura
Il Vickers VC10 è un monoplano dalla struttura completamente metallica, per la cui realizzazione vennero impiegate prevalentemente leghe di alluminio.
L'ala è disposta in posizione bassa: ha un angolo di freccia di 32,5° ed un angolo diedro positivo di 3°; è realizzata in tre sezioni e contiene sette serbatoi di carburante (le cui dimensioni dipendono dalla versione del velivolo). L'ala è dotata di ipersostentatori nel bordo d'attacco e Fowler flap in quello d'uscita. Tutte le superfici mobili sono comandate idraulicamente.

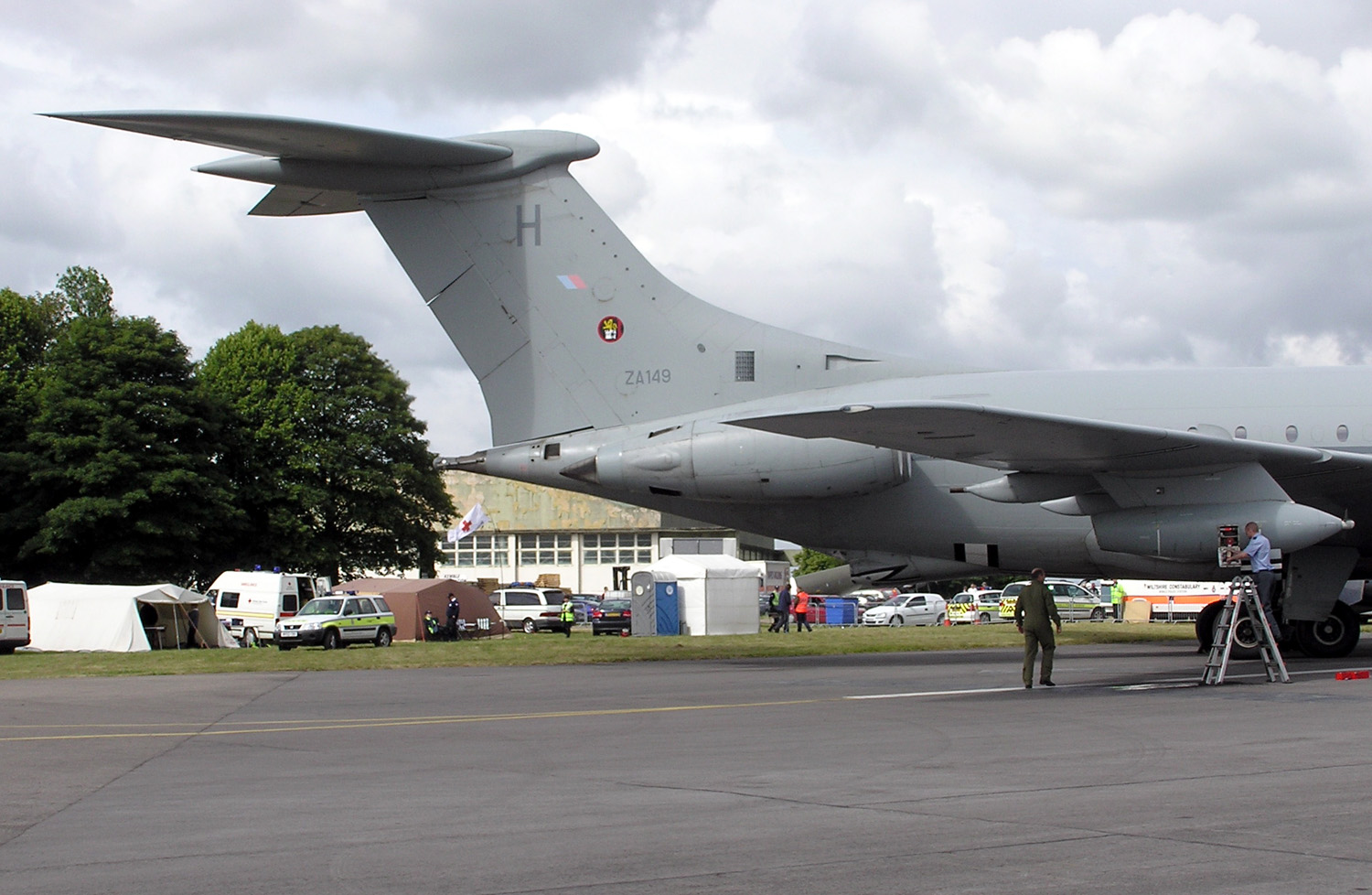
L'impennaggio a T del VC-10 caratterizzato dai piani orizzontali a freccia.

Gli impennaggi sono del tipo a T, soluzione scaturita prevalentemente dalla necessità di mantenere le superfici di controllo libere dall'influenza aerodinamica determinata dalla particolare disposizione dei motori.
Il carrello d'atterraggio è di tipo triciclo anteriore: l'elemento anteriore (dotato di due ruote affiancate) si ritrae verso l'avanti, i due elementi posteriori (anch'essi composti da due ruote affiancate) sono incernierati nelle ali e si ritraggono internamente verso la fusoliera.
La fusoliera è realizzata in quattro sezioni: nei velivoli della prima versione (Type 1101), può ospitare fino a 150 passeggeri, disposti in sei file di sedili (tre per lato del velivolo, con un unico corridoio centrale). Ospita inoltre cinque bagni e quattro vani di servizio per gli assistenti.
Nelle versioni Type 1102 e Type 1103 è stato introdotto un portellone di carico per consentire l'impiego anche come cargo (o una soluzione mista passeggeri e cargo); il portellone, a comando idraulico, è disposto sul lato sinistro della fusoliera, nella sezione anteriore. In queste versioni sono state apportate anche modifiche al disegno dell'ala.

#### Motore
La propulsione del VC10 è affidata a quattro turboventola Rolls-Royce Conway, disposti a coppie nel tronco posteriore della fusoliera. Nel prototipo tutti i motori erano equipaggiati con inversori di spinta mentre negli esemplari di produzione ne sono stati dotati solamente le due unità esterne.

#### Sistemi
Tra i vari sistemi impiegati dal VC10 nel corso della lunga carriera operativa, è stata data una certa evidenza ad un particolare apparato elettronico, definito Approach and Landing Situation Display, costruito dall'azienda britannica Elliott Brothers: si trattava, sostanzialmente, di un antenato dei sistemi ILS in grado di informare i piloti sul corretto approccio del pilota automatico al sentiero di discesa.
Sui velivoli attualmente in uso (impiegati esclusivamente dalla RAF), si segnalano i sistemi di rifornimento rapido (a seconda delle versioni del velivolo, subalari o in fusoliera con quest'ultimo in grado di trasferire fino a 2 000 kg di carburante al minuto) e quello di contromisure all'infrarosso in funzione antimissile (attualmente installato il sistema AN/ALQ-204).

### Impiego operativo

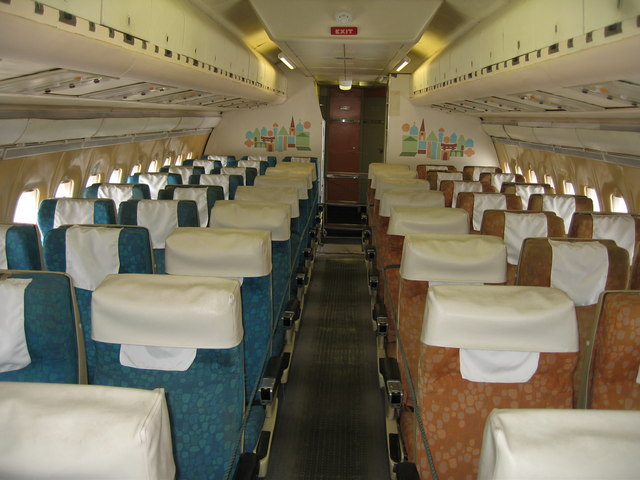
L'interno del VC10.

La BOAC effettuò il volo inaugurale il 29 aprile 1964, sei giorni dopo il rilascio della omologazione, sulla rotta Londra-Lagos, mentre la Ghana Airways ricevette il primo esemplare il 18 dicembre dello stesso anno, per metterlo in servizio a partire dal 1º febbraio successivo sulla rotta Londra-Accra. Due mesi dopo, il 1º aprile 1965, entrò in servizio la versione Super VC10 (ancora una volta ad opera della BOAC), in questo caso sulla rotta Londra-New York.
Pur supportato da soluzioni tecniche che ne consentivano l'impiego da aeroporti disagiati (come già detto, in termini di condizioni climatiche, altitudine e relativa lunghezza delle piste) in termini di costi operativi il VC10 non era in grado di competere con i modelli direttamente concorrenti (in particolare Boeing 707 e Douglas DC-8) ed il numero di esemplari venduti non riuscì ad eguagliarne il successo.
La carriera commerciale del VC10 si svolse prevalentemente sotto le insegne delle già citate BOAC e Ghana Airways; gli altri vettori che acquistarono i velivoli direttamente dal costruttore furono la Eastern African Airways (cinque) e la British United Airways (tre). Altre compagnie figurano tra gli utilizzatori del quadrigetto britannico per effetto di acquisti di seconda mano oppure tramite la formula del leasing.
Il VC10 terminò il proprio servizio nelle compagnie commerciali nel 1981: la British Airways, nata nel 1974 dalla fusione tra la BOAC e la British European Airways (BEA), effettuò l'ultimo collegamento il 29 marzo registrando oltre 13 milioni di passeggeri trasportati.

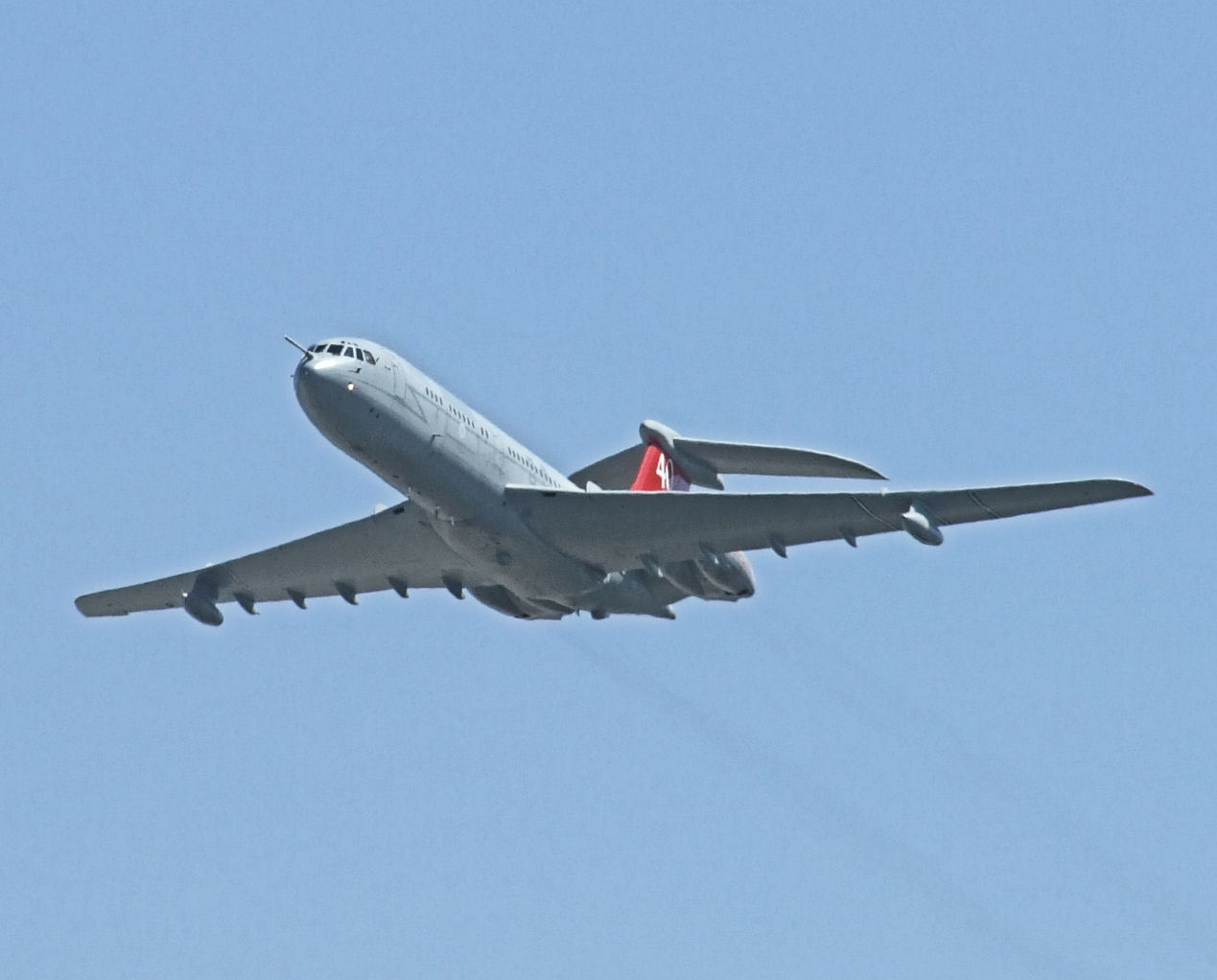
Un VC10 della RAF con la colorazione celebrativa dei 40 anni di servizio.

Il successo maggiore del VC10 venne dagli acquisti effettuati da parte della Royal Air Force, che destinò inizialmente il velivolo della BAC (British Aircraft Corporation, la nuova società, nata nel 1960, che riuniva le attività aeronautiche di Vickers, Bristol Aeroplane Company e English Electric) esclusivamente al ruolo di trasporto.
La RAF ordinò, a varie riprese (fra il 1961 ed 1964), un totale di 14 velivoli (nella versione Type 1106): i VC10 vennero consegnati fra il dicembre del 1966 e l'agosto del 1968 ed entrarono in servizio (con il No. 10 Squadron, inquadrato nel Transport Command) identificati come VC10 C.1.
Sul finire del 1976 la RAF acquistò cinque VC10 (in precedenza usati prima dalla BOAC e poi dalla Gulf Air) e quattro Super VC10 (velivoli già impiegati dalla East African Airways), destinandoli all'impiego come aerocisterne (dopo un lungo processo di conversione) ed assegnando loro, rispettivamente, le denominazioni di VC10 K.2 e K.3.
Nel 1981 la RAF acquistò dalla British Airways 14 Super VC10 (tolti dal servizio operativo, come detto, in quello stesso anno): le intenzioni iniziali erano di impiegarli come parti di ricambio per i velivoli già in servizio al fine di mantenere operativa la flotta fino al 1995. Agli inizi degli anni novanta, la RAF (contrariamente alle previsioni iniziali) decise di rimettere in condizione di volo cinque di questi velivoli, designandoli VC10 K.4; allo stesso tempo vennero aggiornati e dotati di serbatoi e sistemi per il rifornimento in volo anche gli esemplari da trasporto, ai quali fu quindi assegnata la designazione di C.1(K).
Nel corso della loro vita i VC10 hanno quindi operato durante la Guerra delle Falkland, preso parte alla Guerra del Golfo ed alla più recente Guerra in Iraq.
La RAF ha previsto da tempo la sostituzione dei VC10 e già dalla metà degli anni novanta sono state condotte valutazioni in tal senso, ma la scelta definitiva per il velivolo con il quale realizzare il programma Future Strategic Tanker Aircraft è stata presa solo in tempi più recenti (aprile 2004) ed i VC10 continueranno a volare per qualche anno ancora.

#### Incidenti
(I dati relativi agli incidenti sono tratti da www.vc10.co.uk e da www.vc10.net).
Il VC10 si è rivelato, nel corso della sua lunga vita operativa, un velivolo relativamente sicuro: un solo esemplare (appartenente alla Nigeria Airways, matricola 5N-ABD) precipitò in un incidente il 20 novembre del 1969, in atterraggio a Lagos, mentre un secondo (della East African Airways, matricola 5X-UVA) subì un grave incidente in fase di decollo da Addis Abeba il 18 aprile del 1972.
Malgrado il numero relativamente basso di velivoli costruiti, i VC10 si trovarono al centro di ben tre episodi violenti che portarono alla distruzione del velivolo.
Il 28 dicembre 1968 l'esemplare marcato 9G-ABP (della libanese Middle East Airlines) venne distrutto (unitamente ad altri 13 aerei libanesi) nel corso di un'azione condotta da commando israeliani presso l'aeroporto di Beirut.
Meno di un anno dopo, il 9 settembre 1970, un Super VC10 della BOAC (matricola G-ASGN), partito da Beirut e diretto in Bahrain, venne dirottato e fatto atterrare nella base militare giordana nota come Dawson Field (nei pressi di Zarqāʾ). Tre giorni dopo i dirottatori, appartenenti al Fronte Popolare per la Liberazione della Palestina, dopo aver riunito sulla stessa pista tre velivoli (gli altri due erano un Boeing 707 della Trans World Airlines ed un Douglas DC-8 della Swissair), liberarono gli ostaggi e fecero esplodere gli aerei.

Il terzo episodio riguarda un altro Super VC10 della BOAC (matricola G-ASGO), decollato (ancora una volta) da Beirut e destinato a Londra. Due uomini dirottano il velivolo che atterra all'aeroporto di Amsterdam: dopo aver cosparso di alcolici l'interno del velivolo, i dirottatori fanno scendere i passeggeri e danno fuoco all'aereo.

## Versioni

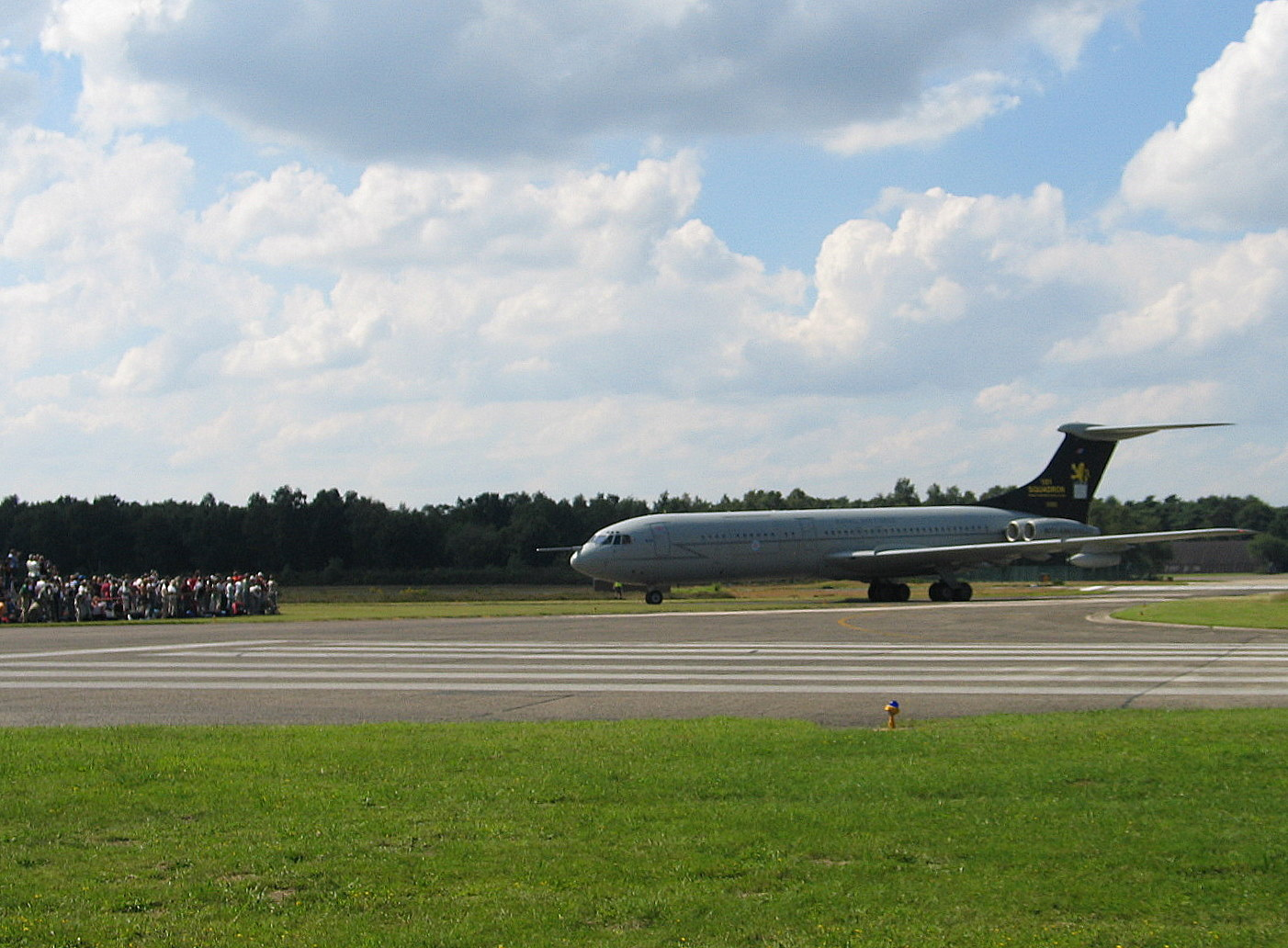
Un Vickers VC10 della RAF in una foto realizzata alla Base aerea di Kleine Brogel della Composante Air de l'armée belge.

- Type 1100: designazione assegnata al prototipo del VC10 (a posteriori ridenominato Standard VC10 per distinguerlo dal Super VC10); aveva ali leggermente più piccole rispetto alla prima versione di produzione. Tutti i quattro motori, Rolls-Royce Conway RCo 42, erano dotati di inversori di spinta.
- Type 1101: primo lotto di dodici velivoli della serie Standard, ordinati dalla BOAC.
- Type 1102: lotto di tre esemplari Standard, ordinato dalla Ghana Airways. Differivano dai precedenti per una modifica all'ala, mediante l'aumento della dimensione della radice. Il secondo ed il terzo esemplare erano dotati di portellone di carico in fusoliera.
- Type 1103: designazione assegnata a due velivoli sostanzialmente identici ai precedenti, ordinati dalla British United Airways.
- Type 1104: due velivoli della versione Standard ordinati dalla Nigeria Airways che, in un secondo tempo, cancellò l'ordine.
- Type 1106: lotto di quattordici velivoli ordinati dalla Royal Air Force e destinati al Transport Command. Dotati di motori Conway RCo 43D, portellone di carico laterale e pavimento irrobustito. Entrarono in servizio con la designazione di VC10 C.1.
- Type 1109: aggiornamento del prototipo Type 1100, acquistato dalla Laker Airways.
- Type 1112: serie di cinque esemplari del Type 1101 acquistati dalla RAF e modificati per fungere da aerocisterna; identificati dalla RAF come VC10 K.2.
- Type 1151: primo lotto di produzione della versione Super VC10; rispetto alla versione Standard la fusoliera era più lunga di 3,96 m (13 ft) e l'ala di superficie più ampia di 3,16 m² (34 ft²). I motori rimanevano i Conway RCo 43D, tutti dotati di inversori di spinta. Ne furono costruiti 17 esemplari acquistati dalla BOAC, mentre ordini per altri cinque vennero cancellati.
- Type 1152: versione combinata (trasporto passeggeri/merci) del Super VC10 di cui la BOAC ordinò in un primo tempo tredici esemplari; l'ordine venne successivamente annullato.
- Type 1154: versione combinata (Super VC10) acquistata in cinque esemplari dalla East African Airways.
- Type 1164: serie di quattro esemplari del Type 1154 acquistati dalla RAF e trasformati in aerocisterne; identificati come VC10 K.3.
- Type 1170: serie di cinque velivoli già Type 1151 acquistati ed impiegati dalla RAF per il rifornimento in volo, con la sigla VC10 K.4.
- Type 1170: nuova designazione assegnata ai velivoli Type 1106 oggetto di aggiornamento e resi capaci di operare (a seconda delle necessità) sia come trasporti che come aerocisterne. La designazione della RAF mutò in VC10 C.1(K).

I dati relativi alle versioni sono tratti da Flight e da www.vc10.co.uk.

## Utilizzatori

### Civili
Bahrein
- Gulf Air

 Ceylon
- Air Ceylon

 Comunità dell'Africa orientale
- East African Airways

 Ghana
- Ghana Airways

 Libano
- Middle East Airlines

 Malawi
- Air Malawi

 Nigeria
- Nigeria Airways

 Oman
- Gulf Air

 Sri Lanka
- Air Ceylon

 Regno Unito

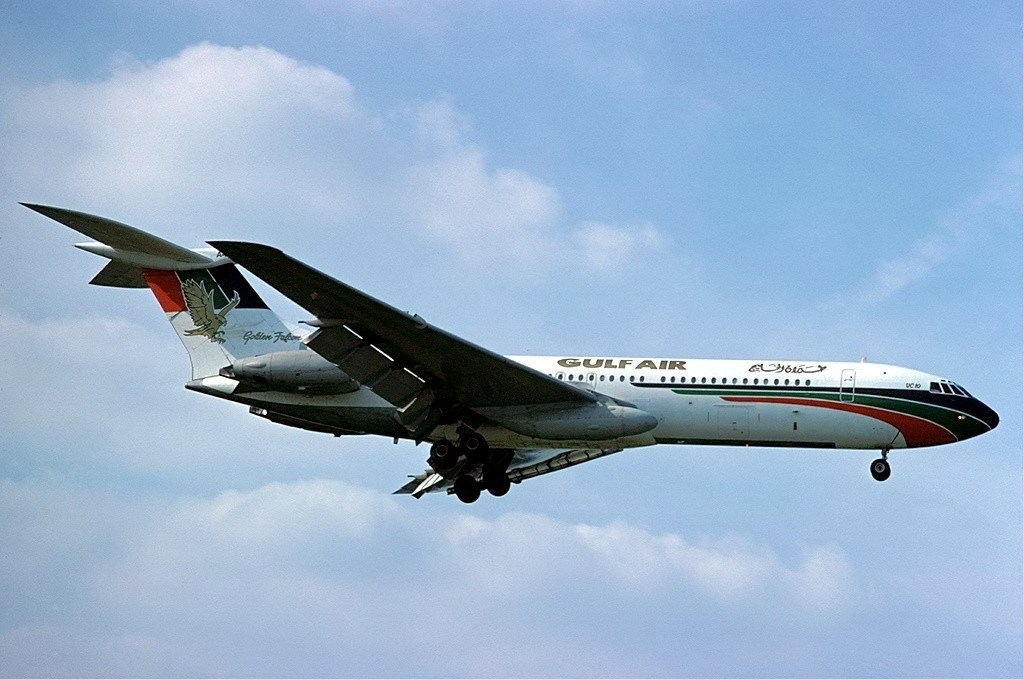
Un VC-10 della Gulf Air.

- British Overseas Airways Corporation (BOAC)
- British Airways
- British Caledonian
- British United Airways
- Laker Airways
- Rolls-Royce (banco di prova volante per motori)

### Governativi
Emirati Arabi Uniti
- Governo degli Emirati Arabi Uniti

 Oman
- Governo dell'Oman

 Qatar
- Governo del Qatar

### Militari
Regno Unito
- Royal Air Force
- Royal Aircraft Establishment

## Velivoli comparabili
Stati Uniti
- Boeing 707
- Douglas DC-8

 Unione Sovietica
- Ilyushin Il-62